# Деревянское общество
Деревя́нское общество — сельское общество, входившее в состав Ладвинской волости Петрозаводского уезда Олонецкой губернии.

## Общие сведения
Согласно «Списку населённых мест Олонецкой губернии по сведениям за 1905 год» общество состояло из следующих населённых пунктов:
| №  | Населённый пункт  | Расстояние до волостного правления в верстах | Количество семей | Всего жителей |
| -- | ----------------- | -------------------------------------------- | ---------------- | ------------- |
| 1  | Деревянное        | 31                                           | 104              | 564           |
| 2  | Педайсельга       | 21                                           | 64               | 344           |
| 3  | Машезеро          | 74                                           | 36               | 201           |
| 4  | Ужасельга большая | 44                                           | 17               | 112           |
| 5  | Ужасельга малая   | 44                                           | 8                | 45            |
| 6  | Лососинное        | 72                                           | 7                | 51            |
| 7  | Ерошкина-сельга   | 28                                           | 24               | 171           |
| 8  | На Уе реке        | 29                                           | 6                | 58            |
| 9  | Курсельга         | 14                                           | 4                | 17            |
| 10 | Мишукова сельга   | 28                                           | 1                | 9             |

Волостное правление располагалось в селении Погостское.
В настоящее время территория общества относится в основном к Прионежскому району Республики Карелия.